# Connarus gabonensis
Connarus gabonensis är en tvåhjärtbladig växtart som beskrevs av R.H.M.J. Lemmens. Connarus gabonensis ingår i släktet Connarus och familjen Connaraceae. Inga underarter finns listade i Catalogue of Life.